# Marco Tullio Garganello
Marco Tullio Garganello, o Garganelli (Bologna, 1498 – ...), è stato un religioso italiano.

## Biografia

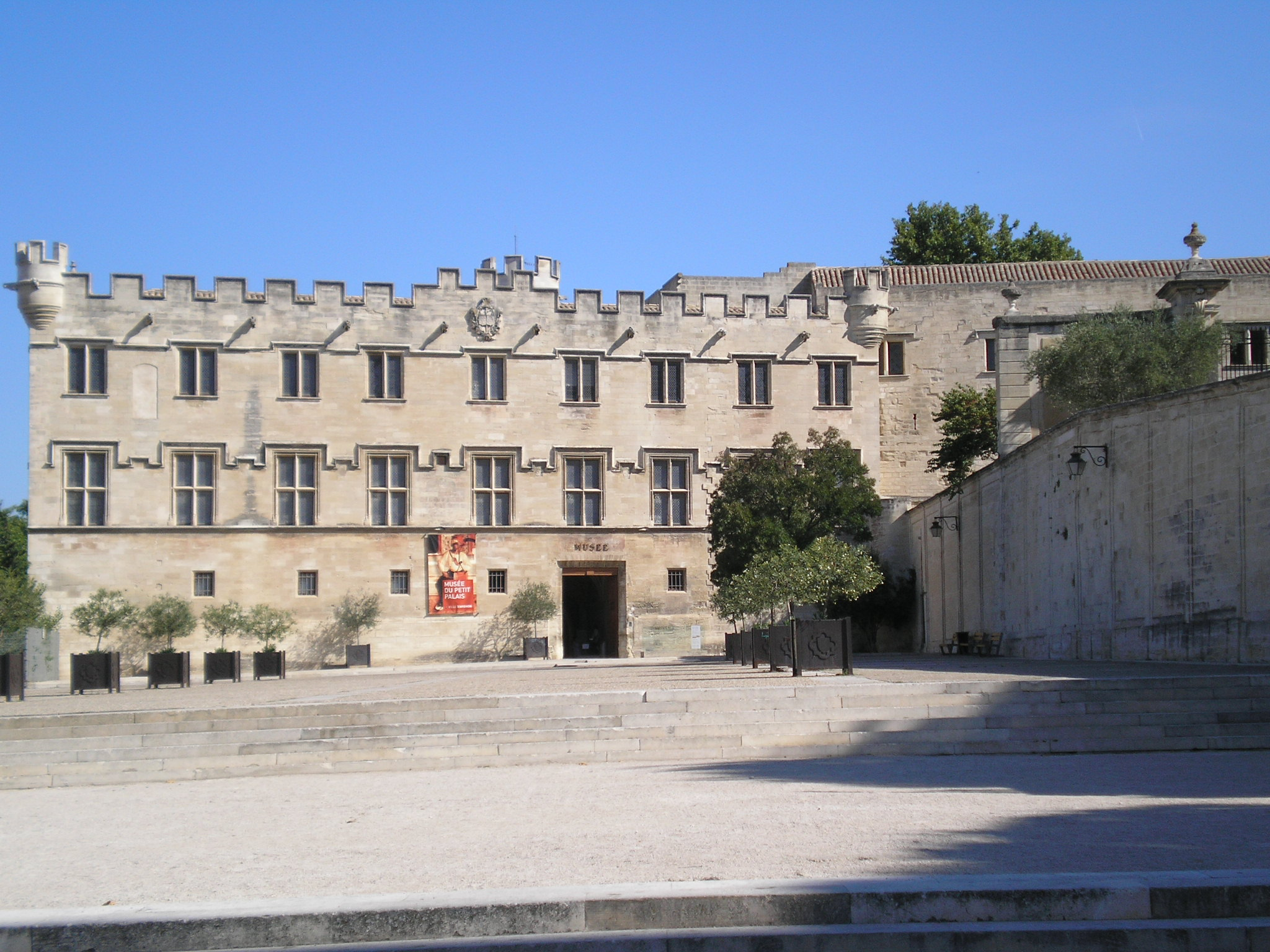
Il Petit-Palais di Avignone, residenza di Marco Tullio Garganello e oggi sede museale.

Provienente da una famiglia nobile bolognese, da giovane fu al servizio del vescovo di Casale Monferrato, Bernardino Castellari. Stabilitosi a Roma già durante il papato di Clemente VII, dopo aver preso i voti entrò al servizio del cardinale Alessandro Farnese nel 1548. Grazie alla sua personalità e stile di scrittura burlesco e sarcastico, entrò nelle simpatie del cardinale e nel 1551 venne inviato nella Legazione di Avignone, con il compito di organizzare feste e balli, osservare la situazione locale e inviare regolari rapporti sulla vita cittadina.
Garganello descrive la società di Avignone come frivola e edonistica, intenta soprattutto a divertirsi e a godere dei piaceri della vita.  Oltre a organizzare spettacoli danzanti alla sede della Legazione del Petit Palais, si occupò anche di procurare compagnia femminile agli ospiti in arrivo. Organizzò la visita ad Avignone del cardinale Farnese durante la Pasqua del 1553. Tale visita, svoltasi durante il periodo di Quaresima, prevedeva in teoria un divieto di feste e divertimenti: Garganello raccontò però nelle sue lettere che anche in quel periodo feste e balli abbondavano.
Nonostante la natura del suo incarico, svolse comunque un ruolo importante nell'informare Farnese di alcune questioni locali, tra cui i contrasti tra il vicelegato Théodore-Jean de Clermont-Tallard e il commissario speciale delle finanze Giacomo Maria Sala. Durante la sua presenza ad Avignone cercò spesso di ottenere posizioni più prestigiose o rendite più sostanziose. Chiese l'appoggio di Farnese in una disputa finanziaria con il vicelegato Giacomo Maria Sala, e cercò senza successo di vedersi assegnati vari incarichi, tra cui la sede di Nicopoli, il vicariato di Avignone, e una posizione vescovile. Riuscì però ad ottenere da Louis de Pérussis il vicariato di Caumont per due anni.
Ebbe almeno due amanti: la prima fu la Sibille de Jarente dal 1551 al 1553, scherzosamente ribattezzata "Reovilla", subito dopo esser rimasta vedova del marito Antoine Rolland, signore di Réauville e di Châtenay. La seconda fu Jeanne de Lascaris, moglie di Paul d'Albert de Mondragon, a sua volta soprannominata "Mondragona" da Garganello.
Lo stile delle sue lettere, che sono la principale fonte di informazione su Garganello, hanno uno stile burlesco e irriverente influenzato da Petrarca e Francesco Berni. Successivamente il suo tono si fece più serio e attento alle questioni religiose alla luce dell'avvento della controriforma e nella speranza di ottenere qualche vantaggio personale.
Continuò a abitare al Petit Palais e a scrivere a Farnese anche dopo l'aprile 1565, quando la Legazione di Avignone passò a Carlo di Borbone. In una delle ultime sue lettere datata 10 febbraio 1566 chiese a Farnese di poter ritornare a Roma, ma la richiesta non ebbe alcun seguito. Garganelli cercò comunque di rimanere in buoni rapporti con le autorità locali di Avignone, in particolare con il cardinale Giorgio di Armagnac, nonostante le critiche di quest'ultimo al suo operato, e i vicelegati Alessandro Guidiccioni e Lorenzo Lenzi. L'ultima lettera di Garganello è datata 9 aprile 1574, e sono ignote sue notizie successive.